# 児島泰彦
児島 泰彦（こじま やすひこ、1918年（大正7年）9月1日 - 1945年（昭和20年）6月12日）は、日本の水泳選手。1936年ベルリンオリンピック100メートル背泳ぎに出場。

## 生涯
1918年（大正7年）9月1日、広島県安芸郡坂村（現：坂町）に生まれる。
同村の横浜尋常小学校を卒業し、広島市の旧制修道中学校（現：修道中学校・高等学校）に進む。修道中学がオリンピックメダリストを輩出するなど水泳の強豪だったのは、児島の父親が横浜尋常小学校の校長を務めていた関係で、同校に水泳部員を寝泊りさせて毎年臨海訓練をさせたことも理由の一つといわれる。
修道中学在学中から水泳選手として活躍し、1936年（昭和11年）慶應義塾大学に進学。
この年に開催された1936年ベルリンオリンピックに日本代表として100メートル背泳ぎで出場。
8月12日の予選で1着、準決勝では3着で決勝進出、14日の決勝では6位入賞（1分10秒4）となった。
1944年（昭和19年）沖縄海軍航空隊に配属され、1945年（昭和20年）6月12日、沖縄の戦いで島尻郡小禄村（現：那覇市小禄）付近で戦死。享年28（満26歳没）。

## 主な実績
- 1935年インターハイ 100m背泳ぎ優勝 200m背泳ぎ優勝
- 1935年日本選手権 100m背泳ぎ優勝
- 1936年日本選手権 100m背泳ぎ優勝
- 1936年ベルリンオリンピック 100m背泳ぎ6位
- 1937年全国学生水上競技大会 100m背泳ぎ優勝 200m背泳ぎ優勝
- 1938年日本選手権 50m背泳ぎ優勝 100m背泳ぎ優勝
- 1938年全国学生水上競技大会 50m背泳ぎ優勝 100m背泳ぎ優勝
- 1939年全国学生水上競技大会 50m背泳ぎ優勝 100m背泳ぎ優勝
- 1940年日本選手権 50m背泳ぎ優勝
- 1940年全国学生水上競技大会 50m背泳ぎ優勝 100m背泳ぎ2位
- 1941年全国学生水上競技大会 50m背泳ぎ優勝 100m背泳ぎ優勝